# 김치라면
김치라면은 김치를 넣고 끓인 라면이다. 또는 김치를 건조해서 스프 등으로 넣은 라면 상표를 일컫기도 한다.
- 오뚜기 김치라면
- 삼양 김치라면 : 원래는 대관령 김치라면이었다. 삼양 김치찌개면이 출시되고 얼마 뒤에 판매가 중단되었다.
- 팔도 종가집 김치라면
- 오모리 김치찌개